# Målarmusslor
Målarmusslor (Unionidae) är den största familjen i ordningen Unionoida, som tillhör djurklassen musslor.
Denna familjs utbredningsområde omfattar hela världen. Den förekommer talrikast i Nordamerika med omkring 300 kända taxa, men Kina och Sydostasien håller också en väl diversifierad fauna.
Sötvattensmusslor upptar vitt fördelade habitat, men återfinns oftast i vattendrag, rinnande vatten som floder, åar och bäckar.

## Arter som förekommer i Sverige
- Äkta målarmussla, Unio pictorum (Linnaeus, 1758)
- Spetsig målarmussla, Unio tumidus (Philipsson, 1788)
- Tjockskalig målarmussla, Unio crassus (Philipsson, 1788)
- Flat dammussla, Pseudanodonta complanata (Rossmaessler, 1835)
- Vanlig dammussla, Anodonta anatina
- Större dammussla, Anodonta cygnea